# William A. Chanler
William Astor Chanler (11 juin 1866, Newport - 4 mars 1934, Menton) est un militaire, aventurier, homme d'affaires et homme politique américain.

## Biographie
Fils de John Winthrop Chanler, petit-fils de Samuel Cutler Ward (en) et arrière petit-fils de William Backhouse Astor, Sr. (en), il suit ses études à la St. John's Military Academy, à la Phillips Exeter Academy, puis à l'Université Harvard.
Il est élu à la Chambre des représentants des États-Unis en 1899 et siège jusqu'en 1901.
Son fils Sidney Ashley Chanler (1907-1994) fut marié à la princesse Maria Antonia de Bragance, fille du duc Miguel de Bragance.

## Sources
- (en) Cet article est partiellement ou en totalité issu de l’article de Wikipédia en anglais intitulé « William A. Chanler » (voir la liste des auteurs).